# Lungești (okręg Vâlcea)
Lungești – wieś w Rumunii, w okręgu Vâlcea, w gminie Lungești. W 2011 roku liczyła 782 mieszkańców.